# Propriété intellectuelle perpétuelle
La propriété intellectuelle perpétuelle est une forme de protection intellectuelle sans durée définie, ou dont la durée est indéfiniment étendue. Ce statut est rare : les législations sur le droit d'auteur ou le copyright prévoient généralement des durées limitées dans le temps, que ce soit en prenant pour référence la date de publication de l'œuvre ou la mort de l'auteur. À l'expiration de cette phase de protection, la création intellectuelle rejoint le domaine public et devient ainsi un bien commun informationnel.
En France, les droits moraux constituent, dans une certaine mesure, une forme de propriété intellectuelle perpétuelle.

## Origines
L'idée d'une propriété intellectuelle perpétuelle est apparue au XVIIIe siècle, dans le cadre des nombreux débats publics préludant à la mise en place d'une législation sur le droit d'auteur ou sur le copyright.

### Royaume-Uni
Au Royaume-Uni, le Statut de la Reine Anne ne satisfait pas certains libraires et imprimeurs. Adopté en 1710, le Statut met en place un copyright de quatorze ans, renouvelable une fois, ce qui autorise une durée de protection maximale de vingt-huit ans. Seules les publications récentes sont ainsi concernées. En spécifiant une durée limitée de protection, il provoque de fait l'émergence du domaine public, alors inexistant. Les libraires et les imprimeurs pouvaient auparavant réclamer un privilège royal, y compris sur la publication des œuvres anciennes. Jouissant toujours d'une grande faveur populaire, les œuvres de Shakespeare, Milton ou Chaucer sont diffusées largement par des éditions à bas coût. De nouveaux entrants profitent de cette manne inexploitée pour concurrencer les libraires londoniens historiques.
Dès lors, « le but principal de la corporation des imprimeurs était la protection perpétuelle. Ils avaient tiré amplement profit de la publication des œuvres canoniques, qu'il s'agisse de celles de la Grèce antique ou des pièces de Shakespeare et ils redoutaient la perte de revenu lorsque ces œuvres entreraient dans le cadre nouvellement créé du domaine public ». Les défenseurs de cette conception invoquent ainsi l'existence, antérieurement au Statut de la Reine Anne, d'un
copyright de droit commun (en) (Common Law Copyright), où la propriété intellectuelle serait entièrement analogue à la propriété foncière : elle pourrait être cédée et protégée éternellement.
Plusieurs procès ont conduit au rejet sans ambiguïté du copyright de droit commun. En 1774, la Chambre des lords examine le litige Donaldson v. Beckett (en). Un éditeur écossais, Alexander Donaldson (en), entreprend de publier un poème de James Thomson, alors passé dans le domaine public en vertu du Statut de la Reine Anne. L'éditeur londonien Thomas Beckett s'y oppose en arguant de la préséance du copyright de droit commun sur le Statut de la Reine Anne. Le débat conclut au rejet des prétentions de Thomas Beckett. Lord Camden insiste notamment sur les dérives possibles d'une protection intellectuelle perpétuelle : les éditeurs pourraient fixer les œuvres aux prix qui les arrangent « jusqu'à ce que le public devienne leur esclave ». De son point de vue, cette disposition « deviendra intolérable. Le savoir et les sciences ne doivent pas être enchaînés à une telle toile d'araignée ».
À la suite du litige Donaldson v. Beckett, la propriété intellectuelle perpétuelle n'a plus été envisagée pour l'ensemble des publications existantes. Elle a cependant été appliquée dans quelques cas spécifiques. Le Copyright Act of 1775 propose ainsi une exception limitée à une dizaine d'établissements universitaires anglais et écossais, qui pourraient réclamer un copyright perpétuel sur certaines de leurs publications. Ainsi, la Bible du roi Jacques ne peut être imprimée que par les universités de Cambridge et d'Oxford. Cette exception a été abolie en 1988, mais l'abolition ne devrait pas être effective avant 2039.

### France
En France, l'idée d'une propriété perpétuelle apparaît lors de la querelle survenue entre les libraires parisiens et ceux de province, dans la première moitié du XVIIe siècle.
À partir de 1725, les libraires parisiens tentent de rendre leurs privilèges définitivement opposables à l'État royal qui menaçait de leur retirer. Ils obtiennent l'appui des auteurs pour défendre l'idée qu'ils détiennent des droits sur les œuvres non pas en vertu d'un privilège octroyé par le Roi, mais d'une propriété privée perpétuelle et de droit naturel appartenant à l'origine aux auteurs, en raison de leur travail intellectuel. L'avocat Louis de Héricourt est le premier à développer cette argumentation dans un mémoire daté de 1725. Il y affirme que les auteurs disposent d'un droit de propriété sur leurs œuvres, qu'ils cèdent aux librairies, et dont le principal attribut est la perpétuité, comme c'est le cas de toute propriété.
Diderot reprendra cette théorie dans sa Lettre sur le commerce des livres, en 1763.

### États-Unis
La Constitution américaine, dans son article I, section 8, clause 8, contient une disposition relative au copyright, dite Copyright Clause, qui indique explicitement que la durée des droits doit être limitée dans le temps : « Le Congrès aura le pouvoir... Afin de promouvoir le progrès des sciences et des arts utiles, en assurant pour un temps limité, aux auteurs et inventeurs le droit exclusif à leurs écrits et découvertes respectifs. »
Par sa décision Eldred v. Ashcroft (en), la Cour suprême des États-Unis a considéré que le Congrès avait le pouvoir d'allonger la durée légale des droits d'auteurs, du moment qu'il ne rendait pas cette propriété perpétuelle.
En 2012, par sa décision Golan v. Holder (en), la Cour suprême a également considéré que le Congrès pouvait faire sortir des œuvres du domaine public pour les soumettre à nouveau à la protection du droit d'auteur, sans violer la Constitution.

## Débat contemporain
L'allongement de la durée de la propriété intellectuelle dans les pays occidentaux a contribué à relancer le débat sur la propriété intellectuelle perpétuelle.
La comparaison avec la propriété privée reste l'un des principaux arguments avancés pour justifier la mise en place de droits perpétuels. En 1982, le président de la Motion Picture Association of America Jack Valenti affirme devant une commission du Congrès que « les détenteurs d'une propriété intellectuelle doivent obtenir les mêmes droits et protections dont disposent tous les propriétaires de la nation américain ». Lors du débat du Copyright Term Extension Act en 1998, qui prolongea la durée du droit d'auteur de 20 ans aux États-Unis, la représentante Mary Bono (en) déclara ironiquement qu'il n'aurait pas été constitutionnel que le terme de la durée de protection des droits d'auteur soit repoussé jusqu'à l'éternité, mais que le Congrès devrait considérer la proposition de Jack Valenti d'un terme de « l'éternité moins un jour.»
Dans une tribune publiée dans le New York Times en mai 2007, l'écrivain Mark Helprin considère que la privation des droits de propriété intellectuelle après un certain temps constitue une injustice. Elle contribuerait à enrichir les industries culturelles au détriment des auteurs : « la libération d'un ouvrage littéraire dans le domaine public symbolise moins un bien collectif qu'un transfert de richesse des familles des écrivains américains vers les directeurs et actionnaires de diverses organisations, qui pourraient profiter, par exemple, de The Garden Party, alors que les descendants de Katherine Mansfield n'en tireraient plus rien ».
La tribune d'Helprin a été vivement critiquée. La réaction officielle de Public Knowledge, rédigée par Siy Sherwin, relève que les biens intellectuels ne sont pas de même nature que les biens matériels. Les premiers « sont rares et rivaux [ils] ne peuvent pas être recréés et seul un nombre limité de personnes peuvent occuper et utiliser une propriété foncière en même temps. Les œuvres de l'esprit ne sont ni rares, ni rivales : les livres peuvent être recréés […] et être lus par cinq millions de personnes, aussi aisément que par cinq douzaines, ne privant ni un autre lecteur, ni l'auteur, de la faculté d'utiliser l'œuvre ».

## Cas particuliers
Certaines œuvres sont soumises à des régimes particuliers, qui établissent des formes de propriété perpétuelle.
C'est le cas de Peter Pan, créé par l'auteur écossais J. M. Barrie, publiée en 1911 sous la forme d'un roman. N'ayant pas de descendants, l'auteur décida en 1929 de reverser l’intégralité des droits de la pièce à l'hôpital pour enfants malades de Great Ormond Street, à Londres. En 1987, alors que l'œuvre était sur le point d'entrer dans le domaine public, l'ancien premier ministre britannique Lord Callaghan proposa avec succès un amendement lors du vote en 1988 du Copyright, Designs and Patents Act, instaurant un droit perpétuel sur les œuvres du cycle de Peter Pan, au profit de l'hôpital pour enfants. Il ne s'agit pas d'un droit d'auteur au sens propre, mais d'un droit à toucher un pourcentage (royalties) sur les recettes réalisées lors de toute représentation théâtrale, diffusion, publication ou adaptation de l'œuvre. Ce privilège spécial ne s'applique qu'en Angleterre, mais il durera aussi longtemps qu'existera l'hôpital.
Dans d'autres cas, c'est le droit des marques qui est utilisé pour conserver un contrôle sur une œuvre une fois celle-ci entrée dans le domaine public. À la différence du droit d'auteur, les marques peuvent en effet durer indéfiniment, tant que leur titulaire renouvelle leur enregistrement. Une partie des romans de la série Tarzan par exemple est dans le domaine public aux États-Unis. La Edgar Rice Burroughs inc. continue pourtant à contrôler leur exploitation par le biais d'une marque déposée sur le personnage de Tarzan. Zorro fait l'objet du même traitement. Le roman original de 1919 et le film de 1920 sont dans le domaine public, mais la Zorro Productions Inc. maintient un système de licences d'exploitation, en revendiquant une propriété sur le personnage par le biais du droit des marques. Une action en justice est en cours aux États-Unis pour faire reconnaître que Zorro en tant qu'œuvre est bien dans le domaine public et faire invalider cette marque.

### Articles
- (en) Michael Carroll, « The Struggle for Music Copyright », The Florida Law Review, vol. 57,‎ 2005, p. 907-961 (lire en ligne)
- (en) Mark Rose, « Donaldson v. Becket and the Genealogy of Modern Authorship », Representations, no 23,‎ 1988, p. 51-85
- Robert Darnton, « La Chandelle de Jefferson », Le Débat, no 170,‎ 2012-2013, p. 112-119

### Ouvrages
- (en) Ronan Deazley, Rethinking copyright : history, theory, language, Cheltenham (G.B.), Edward Elgar Publishing, 2006, 201 p. (ISBN 978-1-84542-282-0, lire en ligne)